# Чифлик (област Видин)
Вижте пояснителната страница за други значения на Чифлик.
Чифлѝк е село в Северозападна България, община Белоградчик, област Видин.

## География
Село Чифлик се намира в Западния Предбалкан, на около 4 км югозападно от град Белоградчик и на също толкова – източно от село Праужда. Разположено е в източните поли на централната част на планинския рид Ведерник, в долината на течащата от запад на изток Стакевска река. Надморската височина на площада в центъра на селото е около 344 м.
Белоградчишките скали опасват селото от север към изток на около 2 – 3 км.
Общинският път от село Стакевци минава през село Чифлик до неговата махала (квартал) Извос и от там – по третокласен републикански път осъществява връзката с общинския административен център Белоградчик.
Населението на село Чифлик , наброяващо 493 лица към 1934 г. и 490 към 1946 г., равномерно намалява до 362 към 1965 г., има рязък спад до 203 към 1975 г. и към 2018 г. намалява до 90 лица.
Село Чифлик се намира в район на географското разпространение в Западна България на така наричания торлашки диалект.

## История
Село Чифлик е създадено през 1961 г. при сливането на селата Горни Чифлик и Долни Чифлик, община Белоградчик, Видински окръг.

## Население
Преброяване на населението през 2011 г.
Численост и дял на етническите групи според преброяването на населението през 2011 г.:
|                     | Численост | Дял (в %) |
| Общо                | 96        | 100,00    |
| Българи             | 94        | 97,91     |
| Турци               | 0         | 0,00      |
| Цигани              | 0         | 0,00      |
| Други               | 0         | 0,00      |
| Не се самоопределят | 0         | 0,00      |
| Неотговорили        | 0         | 0,00      |

## Културни и природни забележителности
Намира се в района на красивите Белоградчишки скали. През селото минава чиста планинска река, пълна с риба и раци. Има създадени много екопътеки, които излизат в близкия Балкан. Той е пълен с много дивеч и разнообразни билки. В селото има къщи за селски туризъм.

## Редовни събития
Съборът на селото е на 1 май.

## Личности
В селото е роден революционерът Генади Христов.